# Paul Picquet
Paul Picquet (Sint-Gilles, 1876 - Elsene, 1956) is een Belgische architect uit het begin van de twintigste eeuw die Belgische beaux-artsstijl vertegenwoordigde.

## Biografie
Geboren als de zoon van een architect studeerde Paul Picquet architectuur aan de Académie de Bruxelles tussen 1893 en 1897. Van 1897 tot 1933 is hij lid van de Société centrale d'architecture de Belgique.

## Carrière
Paul Picquets carrière wordt hoofdzakelijk geprezen vanwege zijn ontwerpen in de beaux-artsstijl, evenals (maar in mindere mate) enkele gebouwen in art deco.
Zijn carrière bewoog zich hoofdzakelijk in de Molière-Longschampswijk in de deelgemeente Elsene, ook wel bekend als het Berkendaelkwartier.

## Bouwwerken

### Beaux-artsstijl
- 1909 : Herenhuis voor luitenant Georges Michiels, Molièrelaan 193[2]
- 1910 : Molièrelaan 128[3]
- 1910 : Persoonlijk woonhuis van Paul Picquet, Molièrelaan 130[4]
- 1910 : Molièrelaan 132[5]
- 1910 : Herenhuis, Molièrelaan 207[6]
- 1910 : Franz Merjay straat 195[7]
- 1911 : Molièrelaan 267[8]
- 1911 : Franz Merjay straat 180[9]
- 1911 : Franz Merjay straat 207[10]
- 1912 : Abdijstraat 36[11]
- 1913 : Darwinstraat 47[12]
- 1912 : Berkendaelsestraat 94, 96, 98[13]
- 1912 : Berkendaelsestraat 159[14]
- 1915 : Franz Merjay straat 143, 145, 147, 149[15]
- 1922 : rue Emmanuel Van Driessche 62[16]
- 1924 : rue Emmanuel Van Driessche 54
- 1924 : Terkameren boulevard 58[17]

### Art deco
- 1928-1929 : Gebouw voor Léon Graaf Roersch, Brugmannplain n°12-18 (met zijn zoon Robert).[18]